# Matteo Balducci
Matteo Balducci (Fontignano, fine XV secolo – Città della Pieve, dopo il 1554) è stato un pittore italiano del Rinascimento.

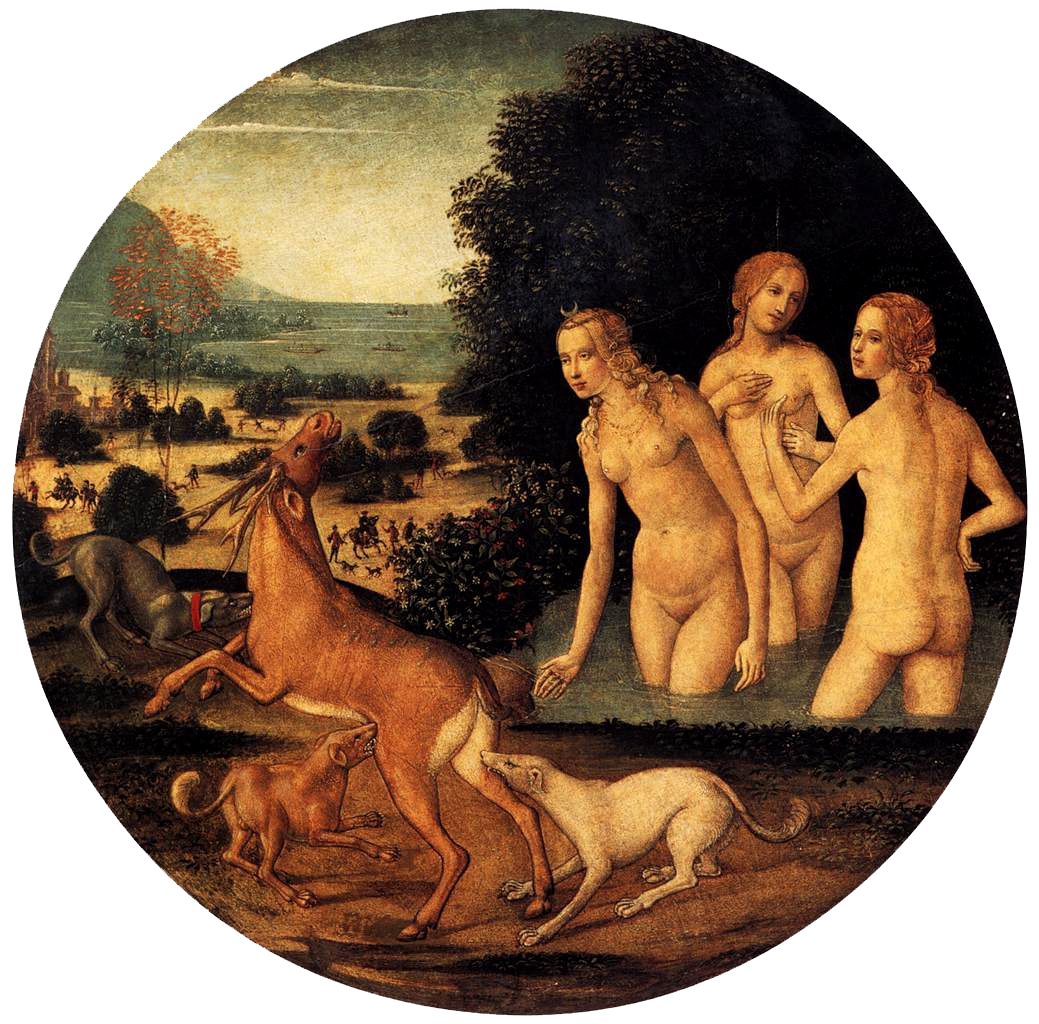
Diana e Actaeon

Nacque a Fontignano, un piccolo paese vicino al Lago Trasimeno, in provincia di Perugia.
Balducci lavorò insieme a Giovanni Antonio Bazzi tra il 1517 e il 1523, e venne influenzato dal suo modo di dipingere. L'anno successivo dipinse un altare a San Francesco di Pian Castagniano sul Monte Amiata in Toscana. Gli venne anche commissionata una tavola con l'Assunzione e santi per la chiesa di S.Spirito a Siena, e varie altre opere oggi conservate nella Pinacoteca della città toscana.